# Oscar Thielsen
Oscar Wilhelm Thielsen (født 24. august 1887 i København, død 25. december 1968 i Charlottenlund) var en dansk frihavnsdirektør. 
Thielsen var søn af Københavns Frihavns første direktør Evald Thielsen og Olga Helene f. Plenge. Han blev student fra Østersøgades Latin- og Realskole og cand.jur. i 1911. Straks efter sin embedseksamen opgav han imidlertid en karriere som sagfører og blev i stedet tilknyttet aktieselskabet Københavns Frihavn, hvor hans far var direktør, først som sekretær, siden som underdirektør og i 1932 overtog han stillingen som administerende direktør, som han besad indtil 1952. Han var desuden formand for AB.
Thielsen giftede sig i 1913 med Ebba Louise f. Herforth, datter af grosserer Joseph Herforth. Deres søn, Eigil Thielsen, var retsformand og fodboldspiller.